# ایزابل بلچیک
ایزابل مونیکا بلچیک (انگلیسی: Izabela Monika Bełcik) بازیکن والیبال اهل لهستان و عضو تیم ملی والیبال لهستان است. او سه قهرمانی اروپا را با لهستان تجربه کرده است.